# Laura Rizzotto
Laura de Carvalho Rizzotto (lettisk: Laura di Karvaļu Rizoto; født 18. juli 1994) er en letisk-braziliansk sanger, sangskriver, pianist og guitarist, som repræsenterede Letland ved Eurovision Song Contest 2018 med sangen "Funny Girl". Hun opnåede en 12. plads i den anden semifinale og derfor kvalificerede hun ikke til finalen.